# Ганс Рослінг
Ганс Геста Рослінг (швед. Hans Gösta Rosling; 27 липня 1948, Уппсала, Швеція — 7 лютого 2017, там же) — шведський лікар, академік, професор Каролінського інституту з питань міжнародної охорони здоров'я, спеціаліст зі статистики та всесвітньо відомий лектор.
В 1993 році був одним із засновників Шведського відділення міжнародної організації «Лікарі без кордонів».
Ганс Рослінг — співзасновник Фонду Гапмайндер (Gapminder), в якому розроблене програмне забезпечення Трендалайзер (Trendalyzer), що використовується для візуалізації статистичної інформації та відображення її за допомогою інтерактивних графіків.

## Біографія
Народився в Швеції, в місті Уппсала. З 1967 по 1974 рік він вивчав медицину і статистику в Уппсальському університеті, а в 1972 році вивчав охорону здоров'я в медичному коледжі Сент-Джонс, у Бангалорі на півдні Індії. У 1976 році Рослінг отримав ліцензію лікаря і з 1979 по 1981 рік він пропрацював лікарем в окрузі Накала на півночі Мозамбіку.
21 серпня 1981 року Рослінг виявив спалах konzo, захворювання, що викликає параліч. Дослідження в цьому напрямі принесли йому ступінь доктора філософії в університеті Уппсали в 1986 році.
Рослінг вивчав взаємозв'язок між рівнями розвитку економіки, сільського господарства, бідності і станом здоров'я.
У 1993 році він був одним з ініціаторів «Лікарі без кордонів» в Швеції.
Рослінг отримав всесвітню популярність після своєї лекції на конференції TED в 2006 році. Він продовжував читати лекції з міжнародної охорони здоров'я і загальносвітовим тенденціям розвитку. У лекціях Рослінг прагнув розвіяти поширені міфи про ці процеси в країнах третього світу. За допомогою анімованої статистики він показував, що траєкторії розвитку добробуту і поліпшення стану здоров'я в цих країнах дуже схожі з тим, як це відбулося раніше в економічно розвинених країнах. Деякі країни тепер проходять цей шлях вдвічі швидше, ніж, наприклад, це робив Захід. За словами Рослінга, також спостерігається тенденція скорочення народжуваності в світі і за його розрахунками зростання населення повинно закінчитись до 2050 року, коли загальне населення планети вирівняється на рівні приблизно 11 мільярдів людей, якщо, звичайно, буде вирішена проблема бідності, яка безпосередньо зачіпає два мільярда найбідніших верств населення Землі.

## Праці
У 2018 році видав книжку "Фактологія. 10 хибних уявлень про світ, і чому все набагато краще, ніж ми думаємо".

## Родина
Батько: Геста Рослінг (1917—1995), мати: Бритта Рослінг (1921—2005). Дружина: Агнета Рослінг (1948). Троє дітей (1974, 1975 та 1984)